# Джийн Сасън
Джийн Сасън (на английски: Jean Sasson) е американска писателка на бестселъри в жанровете любовен роман, биография и мемоари.

## Биография и творчество
Джийн Сасън е родена на 4 юли 1947 г. в Трой, Алабама, САЩ. Тя е запален читател от ранна възраст и е прочела всички книги в училищната библиотека, когато е на 15 години. По това време и сама опитва да пише. Учи в малък колеж в Алабама.
След дипломирането си работи в областта на медицината като административен координатор в Еуфула, Алабама, и след това през 1978 г. отива на работа в болницата и изследователски център „Крал Фейсал“ в Рияд, Саудитска Арабия. Работи в нея в продължение на 4 години. Там среща съпруга си Питър Сасън, с когото сключва брак през 1982 г. Остават в Рияд до 1990 г. По време на пребиваването си се среща и запознава с много представители на кралската фамилия. Нейните дългогодишни срещи и впечатления намират после основно място в произведенията ѝ. Освен това е неуморим пътешественик, още от 1977 г., като е обиколила над 65 страни, включително всички страни от Близкия изток. Колекционира книги за пътешественици от 18 и 19 век.
Започва да пише, докато е в Саудитска Арабия. Първата ѝ книга „The Rape of Kuwait“ (Отвличането на Кувейт) е публикувана през 1991 г. Тя става веднага бестселър, достигайки №2 в списъка на „Ню Йорк Таймс“.
Следващата ѝ книга е „Една арабска принцеса разказва“ от поредицата „Принцеси“, издадена през 1992 г. Романът е посветен на задкулисния живот на кралската фамилия. Той става международен бестселър и е в продължение на 13 седмици в списъка на бестселърите.
Заради задълбочените си познания за арабския бит и обичаи от Близкия изток писателката е чест гост на печатните и електронни средства за масова информация в САЩ и Европа.
Джийн Сасън живее със семейството си в Атланта, Джорджия.

## Произведения

### Самостоятелни романи
- Ester's Child (2001)

### Серия „Принцеси“ (Princess Trilogy)
1. Princess: A True Story of Life Behind the Veil in Saudi Arabia (1992)
Една арабска принцеса разказва, изд. „Емас“ (1993), прев. Силвия Големанова
2. Princess Sultana's Daughters (1994)
Дъщерите на принцеса Султана, изд. „Емас“ (1994), прев. Петя Йотова
3. Princess Sultana's Circle (2000)

### Документалистика
- The Rape of Kuwait (1991)
- Mayada (2003)
- Mayada, Daughter of Iraq (2003)
- Love in a Torn Land (2007)
- Growing Up Bin Laden (2009) – с Нашуа Бин Ладен и Омар Бин Ладен
- For the Love of a Son (2010)
- Desert Royal (2011)
Принцеса Султана – животът продължава, изд. „Емас“ (2000), прев. Красимира Матева
- American Chick in Saudi Arabia (2012)
- Yasmeena's Choice (2013)
- Princess, More Tears to Cry (2014)
Една арабска принцеса: Още сълзи под воала,
- Princess: Secrets to share
Една арабска принцеса: споделени тайни, изд.: ИК „ЕРА“, София (2016), прев. Адриана Момчилова